# Châtres-la-Forêt
Châtres-la-Forêt è un comune francese di 820 abitanti situato nel dipartimento della Mayenne nella regione dei Paesi della Loira.

## Società

### Evoluzione demografica
Abitanti censiti